# Lliga neerlandesa de futbol 1899-00
La Lliga neerlandesa de futbol 1899–1900 va ser disputada per tretze equips que participaven en dues divisions. El campió nacional seria determinat per un play-off amb els guanyadors de la divisió de futbol oriental i occidental dels Països Baixos. L'HVV Den Haag va guanyar el campionat en vèncer el Victòria Wageningen per 1-0 en un partit de desempat.

## Nous equips
Eerste Klasse Est:
- Hèrcules
- Victòria Wageningen

Eerste Klasse Oest:
- Ajax Sportman Combinatie (també conegut com a Ajax Leiden)

## Divisions

### Eerste Klasse Est
| Pos | Equip               | PJ | PG | PE | PP | GF | GC | Pts | DG  | Notes                                 |
| --- | ------------------- | -- | -- | -- | -- | -- | -- | --- | --- | ------------------------------------- |
| 1   | Victoria Wageningen | 10 | 6  | 3  | 1  | 28 | 8  | 15  | +20 | Classificat a la final del campionat. |
| 2   | Go Ahead Wageningen | 10 | 4  | 4  | 2  | 18 | 12 | 12  | +6  | -                                     |
| 3   | Quick Nijmegen      | 10 | 3  | 4  | 3  | 14 | 13 | 10  | +1  | -                                     |
| 4   | SBV Vitesse         | 10 | 4  | 2  | 4  | 12 | 22 | 10  | -10 | -                                     |
| 5   | Hercules            | 10 | 3  | 1  | 6  | 13 | 22 | 7   | -9  | -                                     |
| 6   | PW                  | 10 | 2  | 2  | 6  | 15 | 23 | 6   | -8  | -                                     |

PJ = Partits jugats; PG = Partits guanyats; PE = Partits empatats; PP = Partits perduts; GF = Gols a favor; GC = Gols en contra; Pts = Punts; DG = Diferència de gols

### Eerste Klasse Oest
| Pos | Equip                    | PJ | PG | PE | PP | GF | GC | Pts | DG  | Notes                                 |
| --- | ------------------------ | -- | -- | -- | -- | -- | -- | --- | --- | ------------------------------------- |
| 1   | HVV Den Haag             | 12 | 10 | 1  | 1  | 45 | 22 | 21  | +23 | Classificat a la final del campionat. |
| 2   | Ajax Sportman Combinatie | 12 | 6  | 4  | 2  | 28 | 14 | 16  | +12 | -                                     |
| 3   | RAP                      | 12 | 6  | 3  | 3  | 37 | 16 | 15  | +21 | -                                     |
| 4   | Sparta Rotterdam         | 12 | 5  | 1  | 6  | 20 | 29 | 11  | -9  | -                                     |
| 5   | HFC Haarlem              | 12 | 4  | 2  | 6  | 20 | 27 | 10  | -7  | -                                     |
| 6   | HBS Craeyenhout          | 12 | 3  | 2  | 7  | 21 | 34 | 8   | -13 | -                                     |
| 7   | Koninklijke HFC          | 12 | 1  | 1  | 10 | 12 | 41 | 3   | -29 | No participa la propera temporada.    |

PJ = Partits jugats; PG = Partits guanyats; PE = Partits empatats; PP = Partits perduts; GF = Gols a favor; GC = Gols en contra; Pts = Punts; DG = Diferència de gols

### Play-off del campionat
| Equip 1      | Global                | Equip 2             | Anada | Tornada |
| ------------ | --------------------- | ------------------- | ----- | ------- |
| HVV Den Haag | Una victòria cadascun | Victoria Wageningen | 4–1   | 0–2     |

### Repetició
| Equip 1      | Marcador | Equip 2             |
| ------------ | -------- | ------------------- |
| HVV Den Haag | 1–0      | Victoria Wageningen |

L'HVV Den Haag va guanyar el campionat.